# Robert Turbin
Robert Turbin (Oakland, California, Estados Unidos, 2 de diciembre de 1989) es un jugador profesional de fútbol americano de la National Football League que juega en el equipo Cleveland Browns, en la posición de Running back con el número 23.

## Carrera deportiva
Robert Turbin proviene de la Universidad Estatal de Utah y fue elegido en el Draft de la NFL de 2012, en la ronda número 4 con el puesto número 106 por el equipo Seattle Seahawks.
Ha jugado en los equipos Cleveland Browns y Seattle Seahawks.

## Estadísticas generales
| Yardas | Touchdowns | Promedio |
| 60     | 0          | 3.3      |